# 민지 (고려)
민지(閔漬, 1248년 ~ 1326년)는 고려(高麗)의 문신(文臣)이다. 본관은 여흥(驪興). 자는 용연(龍涎). 호는 묵헌(默軒), 시호는 문인(文仁)이다.

## 생애
원종 때 문과(文科)에 장원 급제하였고, 충렬왕 때 전중시사(殿中侍史)를 거쳐 예빈윤(禮賓尹)이 되고, 충선왕이 세자 때 그를 따라 원나라에 가서 원나라로부터 한림 직학사·조열대부의 벼슬을 받았다.
1285년(충렬왕 11) 원나라가 앞서 두 번이나 실패한 일본 정벌을 다시 결행하려고 고려에 전함을 만들게 하자 좌부승선으로 왕을 따라 원나라에 가서 동정(東征)의 불필요를 건의하여 전함 건조를 중지케 했다. 집현전 대학사·첨광정원사가 되고 충선왕 초에 첨의부 정승에 이르러 벼슬에서 물러났다.
1321년(충숙왕 8)에 다시 수정승(守政丞)이 되고 여흥군(驪興君)에 봉해졌다. 정가신(鄭可臣)이 지은 《천추금경록》(千秋金鏡錄)을 권부(權傅)와 증수하여 《세대편년절요》(世代編年節要)를 만들고, 또 《본국편년강목》(本國編年綱目)을 편찬하였으나, 모두 전하지 않는다.
1326년(충숙왕 13)에 판첨의부사(判僉議府事)로 승진하여 여흥부원군(驪興府院君)에 봉해졌다.

## 가족 관계
- 고조부 : 민영모(閔令謨, 1115~1194)
  - 증조부 : 민식(閔湜, ?~1201)
    - 조부 : 민명신(閔命莘, ?~?)
      - 부 : 민휘(閔暉, ?~?)
        - 문신 : 민지(閔漬, 1248~1326)
        - 부인 : 동한국대부인(東韓國大夫人) 평산 신씨(平山申氏) 찬성사(贊成事) 신사전(申思佺, ?~1289)의 女
          - 장남 : 민상정(閔祥正, 1281~1352)
          - 차남 : 민상백(閔祥伯, ?~?)
          - 장녀 : 나익희(羅益禧, ?~1344) 나주인(羅州人)
          - 차녀 : 김원상(金元祥, ?~1339) 안산인(安山人)
          - 삼녀 : 박윤류(朴允鏐, ?~?) 무안인(務安人)